# Stazione di Orta-Miasino
La stazione di Orta-Miasino è una stazione ferroviaria situata presso la frazione Legro del comune di Orta San Giulio, in Piemonte, e a servizio, oltre che di quest'ultimo, anche dell'adiacente Miasino.

## Storia
La stazione viene attivata come nuovo capolinea della linea Novara-Gozzano nel 1884, con l'obbiettivo di prolungarla fino a Domodossola.
Rimase capolinea fino al 30 aprile 1887, quando fu aperto un ulteriore tratto della linea, fino a Gravellona Toce.

## Strutture e impianti
La gestione degli impianti è affidata a Rete Ferroviaria Italiana controllata del gruppo Ferrovie dello Stato.
La stazione dispone di due binari, dotati entrambi di banchina e adibiti al servizio passeggeri. La prima banchina è servizio del binario 1, a tracciato deviato e usato per eventuali incroci, la seconda è ad isola, posta tra i binari 1 e 2 ma a servizio principalmente del secondo, che è a tracciato corretto. Presso la banchina del binario 1, parzialmente coperta da una tettoia, sono presenti alcune panchine in sasso per l'attesa.
La stazione dispone di un fabbricato viaggiatori, composto su due piani. Il primo piano è inaccessibile da parte dell'utenza e risulta convertito ad abitazione privata. Il piano terra invece ospita un bar, dove è ubicata anche la biglietteria automatica; l'esercizio commerciale si estrude in parte anche all'esterno in un dehors addossato ad una parete laterale del FV. È presente inoltre un edificio a pianta quadrangolare, in cui sono stati ricavati i servizi igienici, e lo scalo merci, dotato di un fabbricato merci a pianta quadrangolare e di un piano caricatore. Esso risulta al 2019 in ottimo stato di conservazione sebbene convertito a sede di un'associazione e vivaio.

### I giardini
A partire dal 1999 il consorzio Pro Loco Lago d'Orta ha provveduto alla sistemazione dei locali ottenuti in comodato d'uso da RFI (l'area verde dello scalo, l'ex magazzino merci, i servizi igienici e altri due fabbricati minori, utilizzati come deposito) attraverso diverse opere quali lo sgrassamento del pavimento dei vari locali, la realizzazione di cordoli nel giardino, l'installazione dell'impianto di irrigazione per le piante e la realizzazione della cartellonistica informativa per i visitatori oltre che apposite protezioni contro i vandali.
Nel 2009 è stato creato il “giardino segreto” della stazione nell'ambito del progetto finanziato dalla Commissione Europea "Biodiversità? Salviamola Mangiandola", ideato in collaborazione con il Consorzio Pro Loco Lago d'Orta e che prevedeva la creazione di giardini e orti di sementi antiche in via di estinzione in diversi luoghi, dando la possibilità di ripristinare l'area verde, abbandonata per anni rendendola un'attrazione turistica visitata da almeno un migliaio di persone l'anno.

## Movimento
La stazione è servita dai regionali di Trenitalia, società del gruppo Ferrovie dello Stato, in base al contratto di servizio stipulato con Regione Piemonte.

## Servizi
La stazione, classificata da RFI in categoria bronze, dispone dei seguenti servizi:
- Biglietteria automatica
- Bar